# Супачок Сарачат
Супачок Сарачат (на тайски: ศุภชัย ใจเด็ด‎) е тайландски футболист, играещ като полузащитник за тайландския Бурирам Юнайтед и националния отбор на Тайланд. Участник в Купата на Азия 2023 където бележи един гол в 1/8 финала срещу Узбекистан при загубата с 1:2). 

## Успехи
Бурирам Юнайтед
- Лига 1 на Тайланд
  -  Шампион (4): 2015, 2017, 2018, 2021/22
- Купа на Тайланд
  -  Носител (2): 2015, 2021/22
- Купа на лигата на Тайланд
  -  Носител (3): 2015, 2016, 2021/22
- Клубен шампионат на Меконг
  -  Шампион (1): 2015, 2016
- Купа Тойота
  -  Носител (1): 2016

 Тайланд
- Шампионат на АСЕАН
  -  Шампион (1): 2020